# 손영
손영(孫英, ? ~ 254년)은 중국 삼국시대 오의 황족이다. 오의 초대 황태자 손등(孫登)의 차남.
부친 손등이 33세의 나이로 요절하자, 손등의 혈육 중 유일하게 살아남은 손영(孫英)은 손권(孫權)에게 오후(吳侯)에 봉해졌다.
손준(孫峻)이 손량(孫亮) 대에 권력을 휘두르며 황제의 권력이 약해지자, 254년에 손준을 주살할 계획을 세웠다. 그러나 일이 발각되어 자살했고, 손영의 봉읍은 취소되었으며 손등의 가계는 끊어지게 되었다.
동 전의 주석에 인용된 《오력》에서는 손영이 직접 손준을 주살하려 한 것으로 나오지 않는다. 손화(孫和)가 무고히 살해당했으므로, 사람들이 모두 분을 품고 한탄했다. 전사마 환려(桓慮)가 이를 인하여 장수와 관리들을 모아, 손영을 황제로 옹립하려 하였다. 이 일은 발각되었고, 이를 전혀 알지 못한 손영을 포함하여 연루된 모든 사람이 죽임을 당했다.